# Abezethibou
Abezethibou nebo Abezethibod je démon a padlý anděl, který je popisován v pseudepigrafu Šalamounův testament. Následoval Belzebuba při jeho pádu z nebe, a stal se důležitým démonem v pekle.

## Zobrazení vŠalamounově testamentu
V Šalamounově testamentu, když Šalamoun povolal Belzebuba na rozhovor, kníže démonů mu ukázal anděla Abezethiboua, který jej následoval při pádu z nebe. Po jeho pádu z nebe, se stal jednokřídlým andělem odsouzeným do pekla. Tvrdil, že všichni, kdo jsou uvězněni v Tartaru, spadají pod kontrolu Abezethiboua. Oponoval Mojžíši a Izraelitům při útěku z Egypta.
Později sám Abezethibou předstoupil před krále a sdělil mu, že jako anděl seděl v Amelouthu, na místě, které je popisováno jako „První nebe“. Po svém pádu se potuloval Egyptem a při cestě Mojžíše a Izraelitů z Egypta zatvrdil faraonovi srdce. To je v rozporu s tradičním podáním v knize Exodus, podle které faraónovo srdce zatvrdil Bůh. Při cestě přes Rudé moře je voda rozdrtila a byli uvězněni v pilíři vody.
V Testamentu se také uvádí, že Jannés a Jambrés vyzvali Abezethiboua, když bojovali proti Mojžíšovi.